# استیویان یانکو
استیویان یانکو (آلبانیایی: Stivian Janku؛ زادهٔ ۲۳ ژوئن ۱۹۹۷) بازیکن فوتبال اهل آلبانی است.
وی همچنین در تیم ملی فوتبال آلبانی بازی کرده‌است.